# Kirsch (Album)
Kirsch ist das Debütalbum des österreichischen Rappers Crack Ignaz. Er erschien am 17. Juli 2015 über das Label Melting Pot Music. Der Vertrieb wird von Groove Attack übernommen.

## Titelliste
| #  | Titel                            | Produktion | Dauer |
| -- | -------------------------------- | ---------- | ----- |
| 1  | Kirsch                           | Feux       | 1:19  |
| 2  | Gödlife                          | Lex Lugner | 3:44  |
| 3  | Ned Gscheid                      | Feux       | 3:14  |
| 4  | Gwalla                           | Lex Lugner | 2:45  |
| 5  | Sternenstaub                     | Lex Lugner | 1:57  |
| 6  | Gustav Klimt (feat. The Phatman) | Wandl      | 2:39  |
| 7  | Oder ned                         | Lex Lugner | 3:10  |
| 8  | Grüne Dächer                     | Wandl      | 3:34  |
| 9  | Lagerfeld                        | B.Visible  | 3:08  |
| 10 | Kush                             | Lex Lugner | 2:57  |
| 11 | Mei Hawa (Remix)                 | Wandl      | 3:31  |
| 12 | August                           | Lex Lugner | 4:04  |
| 13 | 99 Bars                          | Feux       | 2:44  |
| 14 | Molly2                           | Padillion  | 3:07  |
| 15 | Outro                            | B.Visible  | 0:38  |

## Rezeption

### Kritik
Das Online-Magazin Laut.de bewertete Kirsch mit vier von möglichen fünf Punkten. Aus Sicht des Redakteurs Philipp Kopka beweise Ignaz mit seinem Album, dass es noch „Aufrührer, Rebellen und Innovatoren“ gebe. Stilistisch handele es sich bei Kirsch um deutschsprachigen „Based-Rap“, der den von A$ap Rocky, Young Thug, Rae Sremmurd und Future geprägten „aktuellen Trend erfolgreich aus den USA“ importiere. Dieser zeichne sich etwa durch „Autotune, Sing-Sang-Rap und sphärische Beatgerüste“ aus. Obwohl „weniger die ausgefeilte Lyrik im Vordergrund“ stehe, sprudele das Album „förmlich über vor Ideenreichtum.“ Die Produzenten Lex Lugner, Wandl, Feux und B. Visible liefern „ein Beatgerüst, das moderner nicht klingen [könne] und im Gegensatz zu den doch sehr roughen Mixtapes wesentlich ausproduzierter und runder“ klinge.
Florian Peking von MZEE ist der Meinung, Crack Ignaz habe auf der Platte „seinen Stilentwurf für Rap endgültig gefunden und perfektioniert“. Es handle sich um ein innovatives Release und die Musik des Rappers sei „stets frisch und neuartig“, auch wenn das Album eher poppig sei. Obwohl es sich sogar durch viele Gesangspassagen weg vom Rap und hin zum Mainstream bewege, so sei Kirsch „eine mutige Platte: bizarr, ungewöhnlich und über alle Maßen eigensinnig, aber dabei immer charmant.“

### Bestenliste
In der Liste der besten Hip-Hop-Alben des Jahres 2015 von Laut.de wurde Kirsch auf Rang 24 platziert. Das Album klinge laut Redaktion „erfrischend anders“. So treffen „charmanter Ösi-Dialekt und poppig-kitschige Hooks […] auf einen eigenwilligen Sound irgendwo zwischen Trap und Cloud-Rap.“ Crack Ignaz reiße mit der Veröffentlichung den „schmalen Grat zwischen Lächerlichkeit und Kunst“ ein.